# أحمد مطيع العازمي
أحمد عبد الله سعد زايد مطيع العازمي (18 مارس 1971 - )؛ نائب سابق في مجلس الأمة الكويتي.

## سيرته
أحمد مطيع حاصل على الدكتوراه في الشريعة والقانون وكان يعمل مُدير التدقيق والرقابة الداخلية في مكتب وزير الدولة لشؤون الإسكان، وفاز بعضوية جمعية الصباحية التعاونية ومجلس إدارة اتحاد الجمعيات التعاونية، وعضوية مجلس الامة الكويتي (فبراير 2012 ) المبطل بحكم المحكمة الدستورية، كما شارك بانتخابات مجلس الأمة 2013 في الدائرة الخامسة وحصل علي المركز العاشر بعدد أصوات 1640 وفاز بالانتخابات.

## مواقفه في مجلس الأمة

### مجلس الأمة 2013
| الكتل                                          | اسلامي - مستقل |
| اللجان                                         | مستقلون        |
| قانون المسيء (2016)                            | موافق          |
| قانون البصمة الوراثية (2015)                   | موافق          |
| قانون الشراكة بين القطاعين العام والخاص (2014) | غير موافق      |
| شطب استجواب جابر المبارك (2014)                | ممتنع          |
| طرح الثقة بالوزير محمد العبد الله (2013)       | مع طرح الثقة   |

### مجلس الأمة 2020
| استجواب الوزير حمد جابر العلي (يناير 2022)    | مع الاستجواب |
| استجواب الوزير أحمد ناصر الصباح (فبراير 2022) | مع الاستجواب |
| استجواب الوزير علي حسين الموسى (مارس 2022)    | مع الاستجواب |